# Vòng loại UEFA Conference League 2025–26 (các trận đấu vòng ba và vòng play-off)
Trang này tóm tắt các trận đấu ở vòng loại thứ ba và vòng play-off của vòng loại UEFA Conference League 2025–26.
Thời gian là giờ CEST (UTC+2), theo danh sách của UEFA (giờ địa phương, nếu khác, sẽ được đặt trong dấu ngoặc đơn).

## Vòng loại thứ ba

### Tóm tắt
Lượt đi diễn ra vào ngày 5 và 7 tháng 8, và lượt về diễn ra vào ngày 13 và 14 tháng 8 năm 2025.
| Đội 1                 | TTSTooltip Aggregate score | Đội 2                 | Lượt đi | Lượt về      |
| --------------------- | -------------------------- | --------------------- | ------- | ------------ |
| Nhánh Vô địch         |                            |                       |         |              |
| Olimpija Ljubljana    | 4–2                        | Egnatia               | 0–0     | 4–2 (s.h.p.) |
| Milsami Orhei         | 3–5                        | Virtus                | 3–2     | 0–3          |
| Differdange 03        | 5–4                        | FCI Levadia           | 2–3     | 3–1 (s.h.p.) |
| Víkingur              | 2–3                        | Linfield              | 2–1     | 0–2          |
| Nhánh Chính           |                            |                       |         |              |
| Rapid Wien            | 4–4 (5–4 p)                | Dundee United         | 2–2     | 2–2 (s.h.p.) |
| Sparta Praha          | 6–2                        | Ararat-Armenia        | 4–1     | 2–1          |
| AZ                    | 4–0                        | Vaduz                 | 3–0     | 1–0          |
| Lugano                | 4–7                        | Celje                 | 0–5     | 4–2          |
| KÍ                    | 2–2 (4–5 p)                | Neman Grodno          | 2–0     | 0–2 (s.h.p.) |
| Riga                  | 4–3                        | Beitar Jerusalem      | 3–0     | 1–3          |
| Vikingur Reykjavik    | 3–4                        | Brøndby               | 3–0     | 0–4          |
| Hajduk Split          | 3–4                        | Dinamo City           | 2–1     | 1–3 (s.h.p.) |
| Anderlecht            | 4–1                        | Sheriff Tiraspol      | 3–0     | 1–1          |
| Lausanne-Sport        | 5–1                        | Astana                | 3–1     | 2–0          |
| Larne                 | 0–3                        | Santa Clara           | 0–3     | 0–0          |
| Aris Limassol         | 3–5                        | AEK Athens            | 2–2     | 1–3 (s.h.p.) |
| Viking                | 2–4                        | İstanbul Başakşehir   | 1–3     | 1–1          |
| Araz-Naxçıvan         | 0–9                        | Omonia                | 0–4     | 0–5          |
| Ballkani              | 1–4                        | Shamrock Rovers       | 1–0     | 0–4          |
| Raków Częstochowa     | 2–1                        | Maccabi Haifa         | 0–1     | 2–0          |
| AIK                   | 2–3                        | Győr                  | 2–1     | 0–2          |
| Universitatea Craiova | 6–4                        | Spartak Trnava        | 3–0     | 3–4 (s.h.p.) |
| Polissya Zhytomyr     | 4–2                        | Paks                  | 3–0     | 1–2          |
| Levski Sofia          | 3–0                        | Sabah                 | 1–0     | 2–0          |
| Silkeborg             | 2–3                        | Jagiellonia Białystok | 0–1     | 2–2          |
| Partizan              | 3–4                        | Hibernian             | 0–2     | 3–2 (s.h.p.) |
| Baník Ostrava         | 5–4                        | Austria Wien          | 4–3     | 1–1          |
| Rosenborg             | 1–0                        | Hammarby IF           | 0–0     | 1–0          |
| St Patrick's Athletic | 3–7                        | Beşiktaş              | 1–4     | 2–3          |
| Kauno Žalgiris        | 0–3                        | Arda                  | 0–1     | 0–2          |

### Các trận đấu nhánh Vô địch
| Olimpija Ljubljana | 0–0      | Egnatia |
| ------------------ | -------- | ------- |
|                    | Chi tiết |         |

| Egnatia           | 2–4 (s.h.p.) | Olimpija Ljubljana                                      |
| ----------------- | ------------ | ------------------------------------------------------- |
| - Lushkja 6', 86' | Chi tiết     | - Jelenković 32' - Marin 79' - Durdov 99' - Blanco 107' |

Olimpija Ljubljana thắng với tổng tỷ số 4–2.
| Milsami Orhei                       | 3–2      | Virtus                      |
| ----------------------------------- | -------- | --------------------------- |
| - Nwaeze 31' - Khali 61' - Ndon 89' | Chi tiết | - Scappini 51', 73' (ph.đ.) |

| Virtus                                       | 3–0      | Milsami Orhei |
| -------------------------------------------- | -------- | ------------- |
| - Scappini 58' - Buonocunto 65', 79' (ph.đ.) | Chi tiết |               |

Virtus thắng với tổng tỷ số 5–3.
| Differdange 03   | 2–3      | FCI Levadia                     |
| ---------------- | -------- | ------------------------------- |
| - Hadji 17', 60' | Chi tiết | - Musaba 14', 52' - Ainsalu 20' |

| FCI Levadia    | 1–3 (s.h.p.) | Differdange 03                          |
| -------------- | ------------ | --------------------------------------- |
| - Tambedou 92' | Chi tiết     | - Buch 89', 105+1' - Hadji 119' (ph.đ.) |

Differdange 03 thắng với tỷ số 5–4.
| Víkingur                           | 2–1      | Linfield         |
| ---------------------------------- | -------- | ---------------- |
| - Hall 3' (l.n.) - Jonhardsson 56' | Chi tiết | - Fitzpatrick 9' |

| Linfield                        | 2–0      | Víkingur |
| ------------------------------- | -------- | -------- |
| - Offord 22' - Olsen 38' (l.n.) | Chi tiết |          |

Linfield thắng với tổng tỷ số 3–2.

### Các trận đấu nhánh Chính
| Rapid Wien                  | 2–2      | Dundee United                |
| --------------------------- | -------- | ---------------------------- |
| - Nosa Dahl 27' - Seidl 44' | Chi tiết | - Watters 33' - Sapsford 75' |

| Dundee United | v        | Rapid Wien |
| ------------- | -------- | ---------- |
|               | Chi tiết |            |

| Sparta Praha                                                         | 4–1      | Ararat-Armenia |
| -------------------------------------------------------------------- | -------- | -------------- |
| - Haraslín 25' - Kairinen 33' - Kuchta 60' - Birmančević 80' (ph.đ.) | Chi tiết | - Balanta 7'   |

| Ararat-Armenia | v        | Sparta Praha |
| -------------- | -------- | ------------ |
|                | Chi tiết |              |

| AZ                                | 3–0      | Vaduz |
| --------------------------------- | -------- | ----- |
| - Parrott 29', 74' - Meerdink 80' | Chi tiết |       |

| Vaduz | v        | AZ |
| ----- | -------- | -- |
|       | Chi tiết |    |

| Lugano | 0–5      | Celje                                                                          |
| ------ | -------- | ------------------------------------------------------------------------------ |
|        | Chi tiết | - Šturm 35' - Kovačević 44' (ph.đ.), 84' (ph.đ.) - Zabukovnik 59' - Kvesić 89' |

| Celje | v        | Lugano |
| ----- | -------- | ------ |
|       | Chi tiết |        |

| KÍ                               | 2–0      | Neman Grodno |
| -------------------------------- | -------- | ------------ |
| - Joensen 26' - Klettskard 45+1' | Chi tiết |              |

| Neman Grodno | v        | KÍ |
| ------------ | -------- | -- |
|              | Chi tiết |    |

| Riga                           | 3–0      | Beitar Jerusalem |
| ------------------------------ | -------- | ---------------- |
| - Ramires 47', 63' - Musah 69' | Chi tiết |                  |

| Beitar Jerusalem | v        | Riga |
| ---------------- | -------- | ---- |
|                  | Chi tiết |      |

| Víkingur Reykjavík                       | 3–0      | Brøndby |
| ---------------------------------------- | -------- | ------- |
| - Hansen 45' - Ekroth 47' - Andrason 83' | Chi tiết |         |

| Brøndby | v        | Víkingur Reykjavík |
| ------- | -------- | ------------------ |
|         | Chi tiết |                    |

| Hajduk Split               | 2–1      | Dinamo City |
| -------------------------- | -------- | ----------- |
| - Durdov 49' - Sanyang 63' | Chi tiết | - Bregu 37' |

| Dinamo City | v        | Hajduk Split |
| ----------- | -------- | ------------ |
|             | Chi tiết |              |

| Anderlecht                                   | 3–0      | Sheriff Tiraspol |
| -------------------------------------------- | -------- | ---------------- |
| - Angulo 17' - Dolberg 48' - Verschaeren 81' | Chi tiết |                  |

| Sheriff Tiraspol | v        | Anderlecht |
| ---------------- | -------- | ---------- |
|                  | Chi tiết |            |

| Lausanne-Sport                      | 3–1      | Astana      |
| ----------------------------------- | -------- | ----------- |
| - Roche 24' - Sène 43' - Ajdini 72' | Chi tiết | - Bašić 90' |

| Astana | v        | Lausanne-Sport |
| ------ | -------- | -------------- |
|        | Chi tiết |                |

| Larne | 0–3      | Santa Clara                   |
| ----- | -------- | ----------------------------- |
|       | Chi tiết | - Wendel 26' - Silva 33', 36' |

| Santa Clara | v        | Larne |
| ----------- | -------- | ----- |
|             | Chi tiết |       |

| Aris Limassol                 | 2–2      | AEK Athens                |
| ----------------------------- | -------- | ------------------------- |
| - Kakoullis 18' - Goldson 31' | Chi tiết | - Pereyra 9' - Relvas 14' |

| AEK Athens | v        | Aris Limassol |
| ---------- | -------- | ------------- |
|            | Chi tiết |               |

| Viking        | 1–3      | İstanbul Başakşehir                   |
| ------------- | -------- | ------------------------------------- |
| - Svendsen 2' | Chi tiết | - Türüç 60' - Opéri 79' - Selke 90+4' |

| İstanbul Başakşehir | 1–1      | Viking             |
| ------------------- | -------- | ------------------ |
| - Selke 40'         | Chi tiết | - Bulut 34' (l.n.) |

İstanbul Başakşehir thắng với tổng tỷ số 4–2.
| Araz-Naxçıvan | 0–4      | Omonia                                        |
| ------------- | -------- | --------------------------------------------- |
|               | Chi tiết | - Loizou 13', 22' - Ewandro 55' - Jovetić 58' |

| Omonia | v        | Araz-Naxçıvan |
| ------ | -------- | ------------- |
|        | Chi tiết |               |

| Ballkani       | 1–0      | Shamrock Rovers |
| -------------- | -------- | --------------- |
| - Adetunji 56' | Chi tiết |                 |

| Shamrock Rovers | v        | Ballkani |
| --------------- | -------- | -------- |
|                 | Chi tiết |          |

| Raków Częstochowa | 0–1      | Maccabi Haifa |
| ----------------- | -------- | ------------- |
|                   | Chi tiết | - Azoulay 61' |

| Maccabi Haifa | v        | Raków Częstochowa |
| ------------- | -------- | ----------------- |
|               | Chi tiết |                   |

| AIK                         | 2–1      | Győr          |
| --------------------------- | -------- | ------------- |
| - Beširović 7' - Celina 21' | Chi tiết | - Vitális 79' |

| Győr | v        | AIK |
| ---- | -------- | --- |
|      | Chi tiết |     |

| Universitatea Craiova                     | 3–0      | Spartak Trnava |
| ----------------------------------------- | -------- | -------------- |
| - Baiaram 51' - Al Hamlawi 54' - Mora 81' | Chi tiết |                |

| Spartak Trnava | v        | Universitatea Craiova |
| -------------- | -------- | --------------------- |
|                | Chi tiết |                       |

| Polissya Zhytomyr                                     | 3–0      | Paks |
| ----------------------------------------------------- | -------- | ---- |
| - Andriyevskyi 41' - Beskorovainyi 45+1' - Lednev 59' | Chi tiết |      |

| Paks | v        | Polissya Zhytomyr |
| ---- | -------- | ----------------- |
|      | Chi tiết |                   |

| Levski Sofia    | 1–0      | Sabah |
| --------------- | -------- | ----- |
| - Rupanov 90+8' | Chi tiết |       |

| Sabah | v        | Levski Sofia |
| ----- | -------- | ------------ |
|       | Chi tiết |              |

| Silkeborg | 0–1      | Jagiellonia Białystok |
| --------- | -------- | --------------------- |
|           | Chi tiết | - Vital 15'           |

| Jagiellonia Białystok | v        | Silkeborg |
| --------------------- | -------- | --------- |
|                       | Chi tiết |           |

| Partizan | 0–2      | Hibernian                |
| -------- | -------- | ------------------------ |
|          | Chi tiết | - Boyle 40', 70' (ph.đ.) |

| Hibernian | v        | Partizan |
| --------- | -------- | -------- |
|           | Chi tiết |          |

| Baník Ostrava                                      | 4–3      | Austria Wien                          |
| -------------------------------------------------- | -------- | ------------------------------------- |
| - Kohút 36' - Buchta 45' - Holzer 49' - Prekop 82' | Chi tiết | - Malone 4' - Fitz 67' - Sarkaria 79' |

| Austria Wien | v        | Baník Ostrava |
| ------------ | -------- | ------------- |
|              | Chi tiết |               |

| Rosenborg | 0–0      | Hammarby IF |
| --------- | -------- | ----------- |
|           | Chi tiết |             |

| Hammarby IF | v        | Rosenborg |
| ----------- | -------- | --------- |
|             | Chi tiết |           |

| St Patrick's Athletic | 1–4      | Beşiktaş                                   |
| --------------------- | -------- | ------------------------------------------ |
| - Power 49'           | Chi tiết | - Mário 8' - Abraham 14', 23', 43' (ph.đ.) |

| Beşiktaş | v        | St Patrick's Athletic |
| -------- | -------- | --------------------- |
|          | Chi tiết |                       |

| Kauno Žalgiris | 0–1      | Arda        |
| -------------- | -------- | ----------- |
|                | Chi tiết | - Vutov 53' |

| Arda | v        | Kauno Žalgiris |
| ---- | -------- | -------------- |
|      | Chi tiết |                |

## Vòng play-off

### Tóm tắt
Lượt đi sẽ diễn ra vào ngày 21 tháng 8 và lượt về sẽ diễn ra vào ngày 28 tháng 8 năm 2025.
| Đội 1                 | TTSTooltip Aggregate score | Đội 2                 | Lượt đi | Lượt về |
| --------------------- | -------------------------- | --------------------- | ------- | ------- |
| Nhánh Vô địch         |                            |                       |         |         |
| Hamrun Spartans       | Trận 1                     | RFS                   | 21/8    | 28/8    |
| Shelbourne            | Trận 2                     | Linfield              | 21/8    | 28/8    |
| Breiðablik            | Trận 3                     | Virtus                | 21/8    | 28/8    |
| Drita                 | Trận 4                     | Differdange 03        | 21/8    | 28/8    |
| Olimpija Ljubljana    | Trận 5                     | Noah                  | 21/8    | 28/8    |
| Nhánh Chính           |                            |                       |         |         |
| Strasbourg            | Trận 1                     | Brøndby               | 21/8    | 28/8    |
| Jagiellonia Białystok | Trận 2                     | Dinamo City           | 21/8    | 28/8    |
| Shakhtar Donetsk      | Trận 3                     | Servette              | 21/8    | 28/8    |
| Anderlecht            | Trận 4                     | AEK Athens            | 21/8    | 28/8    |
| İstanbul Başakşehir   | Trận 5                     | Universitatea Craiova | 21/8    | 28/8    |
| Crystal Palace        | Trận 6                     | Fredrikstad           | 21/8    | 28/8    |
| Celje                 | Trận 7                     | Baník Ostrava         | 21/8    | 28/8    |
| Raków Częstochowa     | Trận 8                     | Arda                  | 21/8    | 28/8    |
| Hibernian             | Trận 9                     | Legia Warszawa        | 21/8    | 28/8    |
| Levski Sofia          | Trận 10                    | AZ                    | 21/8    | 28/8    |
| Polissya Zhytomyr     | Trận 11                    | Fiorentina            | 21/8    | 28/8    |
| Győri ETO             | Trận 12                    | Rapid Wien            | 21/8    | 28/8    |
| Neman Grodno          | Trận 13                    | Rayo Vallecano        | 21/8    | 28/8    |
| Lausanne-Sport        | Trận 14                    | Beşiktaş              | 21/8    | 28/8    |
| Santa Clara           | Trận 15                    | Shamrock Rovers       | 21/8    | 28/8    |
| Rosenborg             | Trận 16                    | Mainz 05              | 21/8    | 28/8    |
| Sparta Praha          | Trận 17                    | Riga                  | 21/8    | 28/8    |
| BK Häcken             | Trận 18                    | CFR Cluj              | 21/8    | 28/8    |
| Wolfsberger           | Trận 19                    | Omonia                | 21/8    | 28/8    |